# Katahymenium
Katahymenium (łac. catahymenium) – rodzaj hymenium u niektórych grzybów z typu podstawczaków. Podstawki nie powstają w nim tak regularnie, jak w euhymenium i nie tworzą tak zwartej palisady. Wytwarzane są tylko w okresach o dużej wilgotności powietrza. Katahymenium występuje na przykład u grzybów z rodzajów Dendrothele i Corticium. Jako pierwsze powstają w nim hyfidy, podstawki pojawiają się dopiero później. W rezultacie w katahymenium oprócz podstawek występują także dikariofizy.
Katahymenium występuje u gatunków grzybów żyjących w warunkach niekorzystnych dla grzybów okresów suszy i jest przystosowaniem się ich do tych warunków. Występuje np. u niektórych gatunków grzybów kortycjoidalnych rozwijających się na drewnie wystawionym na działanie słońca.
U soplówkowatych typowe katahymenium nie ma subhymenium, przynajmniej nie we wczesnych stadiach. Podstawki rozwijają się indywidualnie z tkanki hymenialneji często mają kształt nieregularny. Jest to widoczne u większości gatunków Vararia.